# Grand Prix automobile des États-Unis 2013
GP précédent GP suivant
Le Grand Prix automobile des États-Unis 2013 (2013 Formula 1 United States Grand Prix), disputé le 17 novembre 2013 sur le Circuit des Amériques, est la 896e épreuve du championnat du monde de Formule 1 courue depuis 1950. Il s'agit de la trente-huitième édition du Grand Prix des États-Unis, la trentième édition comptant pour le championnat du monde de Formule 1. Cette deuxième édition disputée sur ce circuit est la dix-huitième et avant-dernière manche du championnat 2013.
Les Red Bull RB9 se montrent à nouveau dominatrices dans l'exercice des qualifications. Mark Webber, qui pensait avoir fait le plus dur en étant le seul pilote en moins d'une minute trente-sept secondes au tour en troisième manche, est une nouvelle fois dominé par son coéquipier Sebastian Vettel qui le bat lors de son ultime tentative, sous le drapeau à damier. Le quadruple champion du monde allemand réalise sa huitième pole position de la saison, la quarante-quatrième de sa carrière.
Romain Grosjean et Nico Hülkenberg se placent en deuxième ligne, devant Lewis Hamilton et Fernando Alonso. Heikki Kovalainen, qui remplace Kimi Räikkönen sur la seconde Lotus, part en quatrième ligne, juste derrière Sergio Pérez. Nico Rosberg et Felipe Massa, quatorzième et quinzième, n'ont pas atteint la dernière phase qualificative tandis que Charles Pic, Jenson Button, Esteban Gutiérrez et Max Chilton sont sanctionnés par les commissaires de course.
Au terme des cinquante-six tours de course sur le circuit texan, Sebastian Vettel s'impose et bat le record de victoires consécutives sur une saison en étendant sa série à huit premières places depuis Grand Prix de Belgique le 25 août. Parti de la pole position et auteur du meilleur tour en course à deux boucles de la fin, Vettel obtient le huitième hat-trick de sa carrière, sa douzième victoire en 2013 et son trente-huitième succès depuis 2008. Il n'a cédé le commandement de la course à Romain Grosjean que pendant deux tours, à l'occasion de son arrêt au stand. Il fête à nouveau ce succès par des donuts lors de son tour d'honneur.
En réussissant à prendre le meilleur sur Mark Webber à l'extinction des feux et en lui résistant durant les derniers tours, Romain Grosjean se classe deuxième, obtient son meilleur résultat de la saison et permet à Lotus-Renault de rester dans la course contre Ferrari pour le gain de la troisième place du championnat des constructeurs. Lewis Hamilton, quatrième, consolide pour sa part le deuxième rang de Mercedes derrière Red Bull Racing, déjà sacrée. Les points de la cinquième place de Fernando Alonso lui assurent définitivement son rang de vice-champion du monde 2013 ; suivent pour les points, Nico Hülkenberg, Sergio Pérez, Valtteri Bottas, qui marque pour la première fois de sa carrière, Nico Rosberg et Jenson Button.
Red Bull Racing, avec 553 points, devance toujours Mercedes (348 points) qui reste sous la menace de Ferrari (333 points). La Scuderia est elle-même talonnée par Lotus (315 points), la dernière manche au Brésil sera donc décisive pour l'attribution des places d'honneur du championnat constructeurs; suivent McLaren (102 points), Force India (77 points), Sauber (45 points), Toro Rosso (32 points) et Williams (5 points). Neuf des onze écuries engagées au championnat ont marqué des points, Caterham et Marussia n'en ayant pas encore inscrit.

## Essais libres

### Première séance, le vendredi de 9 h 40 à 10 h 50
| Pos. | Pilote            | Voiture          | Chrono         | Écart     |
| ---- | ----------------- | ---------------- | -------------- | --------- |
| 1    | Fernando Alonso   | Ferrari          | 1 min 38 s 343 |           |
| 2    | Jenson Button     | McLaren-Mercedes | 1 min 38 s 371 | + 0 s 028 |
| 3    | Valtteri Bottas   | Williams-Renault | 1 min 38 s 388 | + 0 s 045 |
| 4    | Esteban Gutiérrez | Sauber-Ferrari   | 1 min 38 s 532 | + 0 s 189 |
| 5    | Nico Rosberg      | Mercedes         | 1 min 38 s 657 | + 0 s 314 |
| 6    | Lewis Hamilton    | Mercedes         | 1 min 38 s 979 | + 0 s 636 |

La première séance d'essais libres commence avec retard car un épais brouillard enveloppe le circuit des Amériques. La visibilité est jugée trop mauvaise pour que l'hélicoptère médical puisse décoller, ce qui empêche les monoplaces de prendre la piste. Charlie Whiting décide alors décaler une première fois le début des essais de dix minutes. Finalement, il faut attendre quarante minutes pour que la piste puisse être ouverte aux monoplaces. La séance débute ainsi à 9 h 40 mais est prolongée jusqu'à 10 h 50 pour que les pilotes et leurs équipes puissent travailler pendant un peu plus d'une heure. La température ambiante est de 16 °C,,.
Les pilotes s'élancent pour un tour d'installation dès l'ouverture de la piste, derrière Heikki Kovalainen qui remplace Kimi Räikkönen chez Lotus F1 Team. Jenson Button réalise le temps de référence en 1 min 41 s 943 puis améliore en 1 min 40 s 468 puis 1 min 39 s 493. Seules les deux McLaren Racing et Alexander Rossi tournent pendant les premières minutes. Comme l'année précédente, les pilotes rapportent que la piste est très glissante,,.
Après un quart d'heure d'essais, le drapeau rouge est agité : les commissaires de la FIA doivent interrompre la séance car l'hélicoptère médical rencontre un problème mécanique. Le chronomètre de la séance est relancé après quarante minutes d'interruption lorsqu'un nouvel hélicoptère est mis à disposition des organisateurs de l'épreuve. Toutefois la piste reste fermée pendant encore une dizaine de minutes,,.
Adrian Sutil est le premier à reprendre la piste pour les trente dernières minutes d'essais. Fernando Alonso améliore alors la performance de Button en 1 min 38 s 767 puis tourne en 1 min 38 s 343. La piste s'améliore au fil du passage des monoplaces et Valtteri Bottas accède au second rang à un quart d'heure du terme. À deux minutes de la fin de session, Rodolfo González doit s'arrêter en piste, sa Marussia MR02 laissant échapper une fumée blanche. Fernando Alonso conserve la tête devant Jenson Button, Valtteri Bottas, Esteban Gutiérrez, Nico Rosberg, Lewis Hamilton, Felipe Massa et Mark Webber,,.
À l'issue de la séance, Jenson Button écope d'une pénalité d'un recul de trois places sur la grille de départ pour avoir effectué un dépassement sous drapeau rouge, contrevenant ainsi à l'article 2.4.4.1 du code sportif international de la FIA qui précise que tout dépassement sous drapeau rouge est prohibé pour des raisons de sécurité. Button reçoit sa première pénalité de la saison,.
- Alexander Rossi, pilote essayeur chez Caterham F1 Team, remplace Giedo van der Garde lors de cette séance d'essais.
- Daniil Kvyat, pilote essayeur chez Scuderia Toro Rosso, remplace Jean-Éric Vergne lors de cette séance d'essais.
- Rodolfo González, pilote essayeur chez Marussia F1 Team, remplace Jules Bianchi lors de cette séance d'essais.
- Heikki Kovalainen fait ses débuts au volant de la Lotus en remplacement de Kimi Räikkönen, opéré du dos la veille[7],[8].

### Deuxième séance, le vendredi de 13 h à 14 h 30
| Pos. | Pilote            | Voiture          | Chrono         | Écart     |
| ---- | ----------------- | ---------------- | -------------- | --------- |
| 1    | Sebastian Vettel  | Red Bull-Renault | 1 min 37 s 305 |           |
| 2    | Mark Webber       | Red Bull-Renault | 1 min 37 s 420 | + 0 s 115 |
| 3    | Nico Rosberg      | Mercedes         | 1 min 37 s 785 | + 0 s 480 |
| 4    | Lewis Hamilton    | Mercedes         | 1 min 37 s 958 | + 0 s 653 |
| 5    | Heikki Kovalainen | Lotus-Renault    | 1 min 38 s 073 | + 0 s 768 |
| 6    | Esteban Gutiérrez | Sauber-Ferrari   | 1 min 38 s 229 | + 0 s 924 |

La température ambiante est de 24 °C au début de la deuxième séance d'essais libres. Les pilotes s'élancent en piste dès son ouverture et Heikki Kovalainen fixe le temps de référence en 1 min 40 s 335. Jenson Button prend ensuite la tête en 1 min 39 s 786 mais son temps est battu par Romain Grosjean (1 min 39 s 159), Nico Rosberg (1 min 39 s 144) et Sebastian Vettel, en deux temps (1 min 38 s 352 puis 1 min 38 s 211),,.
Après une demi-heure d'essais, Nico Rosberg est le premier à chausser les pneus tendres ; il prend immédiatement le commandement avec un tour bouclé en 1 min 37 s 785. Quelques instants plus tard, Mark Webber améliore en 1 min 37 s 420 avant de céder la première place du classement à son équipier Sebastian Vettel (1 min 37 s 305) alors qu'il reste un peu plus d'une demi-heure avant la fin de la séance. Personne ne parvient par la suite à faire mieux,,.
À quelques minutes de la fin de session, Max Chilton part à la faute dans le dernier virage ; à cause d'une surchauffe des freins, il est parti en tête-à-queue. Les deux Marussia F1 Team ont tourné à un rythme très lent durant toute la session, le meilleur temps de Jules Bianchi est en effet plus lent de dix secondes que le meilleur temps de Vettel,,.
À l'issue de la session, les mécaniciens de Caterham F1 Team procèdent au remplacement de la boîte de vitesses de Charles Pic. Le Français est sanctionné d'un recul de cinq places sur la grille de départ car sa boîte de vitesses ne lui a pas permis de réaliser quatre Grands Prix consécutifs,.

### Troisième séance, le samedi de 9 h à 10 h
| Pos. | Pilote           | Voiture          | Chrono         | Écart     |
| ---- | ---------------- | ---------------- | -------------- | --------- |
| 1    | Sebastian Vettel | Red Bull-Renault | 1 min 36 s 733 |           |
| 2    | Mark Webber      | Red Bull-Renault | 1 min 36 s 936 | + 0 s 203 |
| 3    | Lewis Hamilton   | Mercedes         | 1 min 37 s 064 | + 0 s 331 |
| 4    | Nico Hülkenberg  | Sauber-Ferrari   | 1 min 37 s 272 | + 0 s 539 |
| 5    | Romain Grosjean  | Lotus-Renault    | 1 min 37 s 345 | + 0 s 612 |
| 6    | Jenson Button    | McLaren-Mercedes | 1 min 37 s 534 | + 0 s 801 |

La température ambiante est de 20 °C au départ de la dernière séance d'essais libres. Comme lors des deux premières séances d'essais libres, Heikki Kovalainen s'élance en premier, dès l'ouverture de la piste. Jules Bianchi fixe le temps de référence en 1 min 44 s 983 puis Daniel Ricciardo améliore en 1 min 42 s 450, puis en 1 min 40 s 098 et enfin en 1 min 39 s 130,,.
Jean-Éric Vergne prend la tête en 1 min 39 s 036 mais son coéquipier Ricciardo améliore à nouveau et tourne en 1 min 38 s 810. Adrian Sutil occupe un temps la position de tête grâce à deux tours bouclés en 1 min 38 s 559 et 1 min 38 s 289. Il devance alors les deux Lotus F1 Team de Romain Grosjean et Heikki Kovalainen. Mark Webber améliore en 1 min 38 s 158 mais est rapidement battu par Grosjean (1 min 37 s 829), lui-même remplacé peu après par Sebastian Vettel, en deux temps (1 min 37 s 684 puis 1 min 37 s 433),,.
À la mi-séance, l'Allemand devance Nico Hülkenberg, Romain Grosjean, Jenson Button et Mark Webber. Les Ferrari de Fernando Alonso et de Felipe Massa pointent au-delà des dix premières places tandis que Valtteri Bottas s'empare du deuxième temps à vingt minutes du terme,,.
En fin de séance, pour préparer la qualification de l'après-midi, les pilotes chaussent les pneus tendres. Hülkenberg passe alors en tête en 1 min 37 s 356 et améliore en 1 min 37 s 272. Tous les pilotes améliorent leurs performances et Vettel réalise la meilleure performance en 1 min 36 s 733 et devance son équipier Webber de deux dixièmes ; suivent Lewis Hamilton, Hülkenberg, Grosjean et Button,,.

## Séance de qualifications

### Résultats des qualifications

#### Session Q1
La température ambiante est de 27 °C et la piste est à 30 °C au départ de la première partie des qualifications du Grand Prix. Les pilotes s'élancent très rapidement en piste et Nico Hülkenberg fixe le temps de référence en 1 min 43 s 698. Charles Pic améliore en 1 min 42 s 462 mais il est immédiatement relayé en tête par Paul di Resta (1 min 40 s 966), Valtteri Bottas (1 min 39 s 825), Fernando Alonso (1 min 39 s 658) et Lewis Hamilton (1 min 39 s 153). Bottas reprend un temps le commandement en 1 min 38 s 773 mais sa performance est améliorée par Romain Grosjean (1 min 38 s 676),,.
Après dix minutes, Red Bull Racing n'a encore lancé aucun de ses deux pilotes en piste ; lorsqu'ils s'élancent, en fin de séance, ils prennent immédiatement le meilleur sur leurs rivaux. Mark Webber tourne en 1 min 38 s 493 puis s'incline face à son coéquipier Sebastian Vettel (1 min 38 s 516). Alors que les Red Bull pointent en tête en pneus durs, Lewis Hamilton et Nico Rosberg prennent la décision de se lancer en pneus tendres, de même que les pilotes Ferrari,,.
Hamilton améliore en 1 min 37 s 959 et force de nombreux pilotes à remonter en piste en tendres pour éviter une élimination précoce. Esteban Gutiérrez, grâce à un tour bouclé en 1 min 38 s 082, pointe au deuxième rang. Peu après, Valtteri Bottas, lui aussi en tendres, réalise le meilleur temps de la session en 1 min 37 s 821,,.
Les six pilotes éliminés sont Max Chilton et son coéquipier Jules Bianchi, Charles Pic et son coéquipier Giedo van der Garde, Pastor Maldonado et Adrian Sutil, victime de problèmes techniques,,.

#### Session Q2
Sur une piste qui évolue énormément au fur et à mesure que le passage des monoplaces dépose de la gomme sur l'asphalte, tous les pilotes s'élancent chaussés des pneus durs. Lewis Hamilton établit le temps de référence en 1 min 38 s 104. Valtteri Bottas se montre à nouveau en verve en ne lui concédant que quelques millièmes de secondes ; Paul di Resta et Esteban Gutiérrez se placent juste derrière et dominent Fernando Alonso et Heikki Kovalainen,,.
Sergio Pérez, qui a perdu son volant de titulaire chez McLaren Racing pour la saison à venir et n'a toujours pas trouvé de voie de repli, cherche à se mettre en valeur et réalise le deuxième temps provisoire, derrière Hamilton qui tourne désormais en 1 min 37 s 854. Romain Grosjean passe ensuite en tête en 1 min 37 s 523 alors que les Red Bull ne sont toujours pas sorties de leur stand,,.
Mark Webber qui, comme son coéquipier a économisé un train de pneus durs neufs lors de la phase précédente, prend la piste dans les derniers instants et passe en tête en 1 min 37 s 312. Les temps au tour s'améliorent dans les dernières minutes : Alonso, Bottas et Grosjean améliorent le temps d'Hamilton, de même que Vettel qui prend la tête en 1 min 37 s 065,,.
De nombreux pilotes de premier plan sont en danger : Felipe Massa, Nico Rosberg, Jenson Button, Sergio Pérez et Heikki Kovalainen sont en passe d'être éliminés. Si Kovalainen améliore suffisamment pour s'assurer une place en Q3, les six pilotes éliminés sont Jean-Éric Vergne et son coéquipier Daniel Ricciardo, Massa, Rosberg, Button et di Resta,,.

#### Session Q3
Mark Webber et son coéquipier Sebastian Vettel, Heikki Kovalainen et son coéquipier Romain Grosjean ainsi que Sergio Pérez et  Valtteri Bottas s'élancent dès l'ouverture de la piste alors que Nico Hülkenberg et son coéquipier Esteban Gutiérrez, Fernando Alonso et Lewis Hamilton restent sans leur stand et ne feront qu'une seule tentative. À l'issue d'un premier tour lancé, Webber prend la tête en 1 min 36 s 699 devant Vettel (1 min 36 s 851),,.
Tous les pilotes sont en piste pour les dernières minutes de la qualification. Bottas fait une légère erreur et boucle son tour en 1 min 37 s 836, il termine la séance à la neuvième place. Webber améliore dans les deux premiers secteurs et tourne en 1 min 36 s 441. Dans la foulée, Sebastian Vettel, en 1 min 36 s 338, réalise sa quarante-quatrième pole position, sa huitième de la saison ; il devance Webber, Grosjean et Hülkenberg ; suivent Hamilton, Alonso, Pérez, Kovalainen, Bottas et Gutiérrez,,.
Après la séance de qualification, Esteban Gutiérrez est sanctionné d'un recul de dix places sur la grille de départ à la suite d'un incident survenu lors de la première phase qualificative. Gutiérrez, qui n'avait pas vu dans ses rétroviseurs Pastor Maldonado dans son tour lancé, a donné un coup de volant en sa direction. Les commissaires de la FIA déclarent : « La voiture no 12 a gêné la voiture no 16 inutilement entre les virages no 19 et no 20, tout en réalisant une manœuvre considérée comme dangereuse. »,
Pendant la première partie des qualifications, Max Chilton est accusé d'avoir gêné successivement Pastor Maldonado et Adrian Sutil. Étant donné qu'il s'est qualifié en dernière position et qu'une pénalité d'un recul sur la grille n'aurait eu aucun impact, les commissaires lui impose d'effectuer un drive-through (passage obligatoire à vitesse limitée par la voie des stands) dans les cinq premiers tours du Grand Prix,.

### Grille de départ
| Pos.                                                                                      | Pilote              | Écurie               | Qualifications 1 | Qualifications 2 | Qualifications 3 |
| ----------------------------------------------------------------------------------------- | ------------------- | -------------------- | ---------------- | ---------------- | ---------------- |
| 1                                                                                         | Sebastian Vettel    | Red Bull-Renault     | 1 min 38 s 516   | 1 min 37 s 065   | 1 min 36 s 338   |
| 2                                                                                         | Mark Webber         | Red Bull-Renault     | 1 min 38 s 161   | 1 min 37 s 312   | 1 min 36 s 441   |
| 3                                                                                         | Romain Grosjean     | Lotus-Renault        | 1 min 38 s 676   | 1 min 37 s 523   | 1 min 37 s 155   |
| 4                                                                                         | Nico Hülkenberg     | Sauber-Ferrari       | 1 min 38 s 339   | 1 min 37 s 828   | 1 min 37 s 296   |
| 5                                                                                         | Lewis Hamilton      | Mercedes             | 1 min 37 s 959   | 1 min 37 s 854   | 1 min 37 s 345   |
| 6                                                                                         | Fernando Alonso     | Ferrari              | 1 min 38 s 929   | 1 min 37 s 368   | 1 min 37 s 376   |
| 7                                                                                         | Sergio Pérez        | McLaren-Mercedes     | 1 min 38 s 367   | 1 min 38 s 040   | 1 min 37 s 452   |
| 8                                                                                         | Heikki Kovalainen   | Lotus-Renault        | 1 min 38 s 375   | 1 min 38 s 078   | 1 min 37 s 715   |
| 9                                                                                         | Valtteri Bottas     | Williams-Renault     | 1 min 37 s 821   | 1 min 37 s 439   | 1 min 37 s 836   |
| 10                                                                                        | Esteban Gutiérrez   | Sauber-Ferrari       | 1 min 38 s 082   | 1 min 38 s 031   | 1 min 38 s 034   |
| 11                                                                                        | Daniel Ricciardo    | Toro Rosso-Ferrari   | 1 min 38 s 882   | 1 min 38 s 131   |                  |
| 12                                                                                        | Paul di Resta       | Force India-Mercedes | 1 min 38 s 894   | 1 min 38 s 139   |                  |
| 13                                                                                        | Jenson Button       | McLaren-Mercedes     | 1 min 38 s 588   | 1 min 38 s 217   |                  |
| 14                                                                                        | Nico Rosberg        | Mercedes             | 1 min 38 s 743   | 1 min 38 s 364   |                  |
| 15                                                                                        | Felipe Massa        | Ferrari              | 1 min 39 s 094   | 1 min 38 s 592   |                  |
| 16                                                                                        | Jean-Éric Vergne    | Toro Rosso-Ferrari   | 1 min 38 s 880   | 1 min 41 s 696   |                  |
| 17                                                                                        | Adrian Sutil        | Force India-Mercedes | 1 min 39 s 250   |                  |                  |
| 18                                                                                        | Pastor Maldonado    | Williams-Renault     | 1 min 39 s 351   |                  |                  |
| 19                                                                                        | Giedo van der Garde | Caterham-Renault     | 1 min 40 s 491   |                  |                  |
| 20                                                                                        | Jules Bianchi       | Marussia-Cosworth    | 1 min 40 s 528   |                  |                  |
| 21                                                                                        | Charles Pic         | Caterham-Renault     | 1 min 40 s 596   |                  |                  |
| 22                                                                                        | Max Chilton         | Marussia-Cosworth    | 1 min 41 s 401   |                  |                  |
| Temps minimal à réaliser pour la qualification : 1 min 44 s 668 (107 % de 1 min 37 s 821) |                     |                      |                  |                  |                  |

- Charles Pic, auteur du vingt-et-unième temps des qualifications, reçoit une pénalité de cinq places pour avoir changé de boîte de vitesses. Il s'élance de la vingt-deuxième et dernière position sur la grille de départ[13],[14].
- Jenson Button, auteur du treizième temps des qualifications, reçoit une pénalité de trois places pour avoir effectué un dépassement sous drapeau rouge. Il s'élance de la seizième position sur la grille de départ[5],[6].
- Esteban Gutiérrez, auteur du dixième temps des qualifications, reçoit une pénalité de dix places pour avoir donné un coup de volant en direction de Pastor Maldonado. Il s'élance de la vingtième position sur la grille de départ[26],[27].

## Course

### Déroulement de l'épreuve

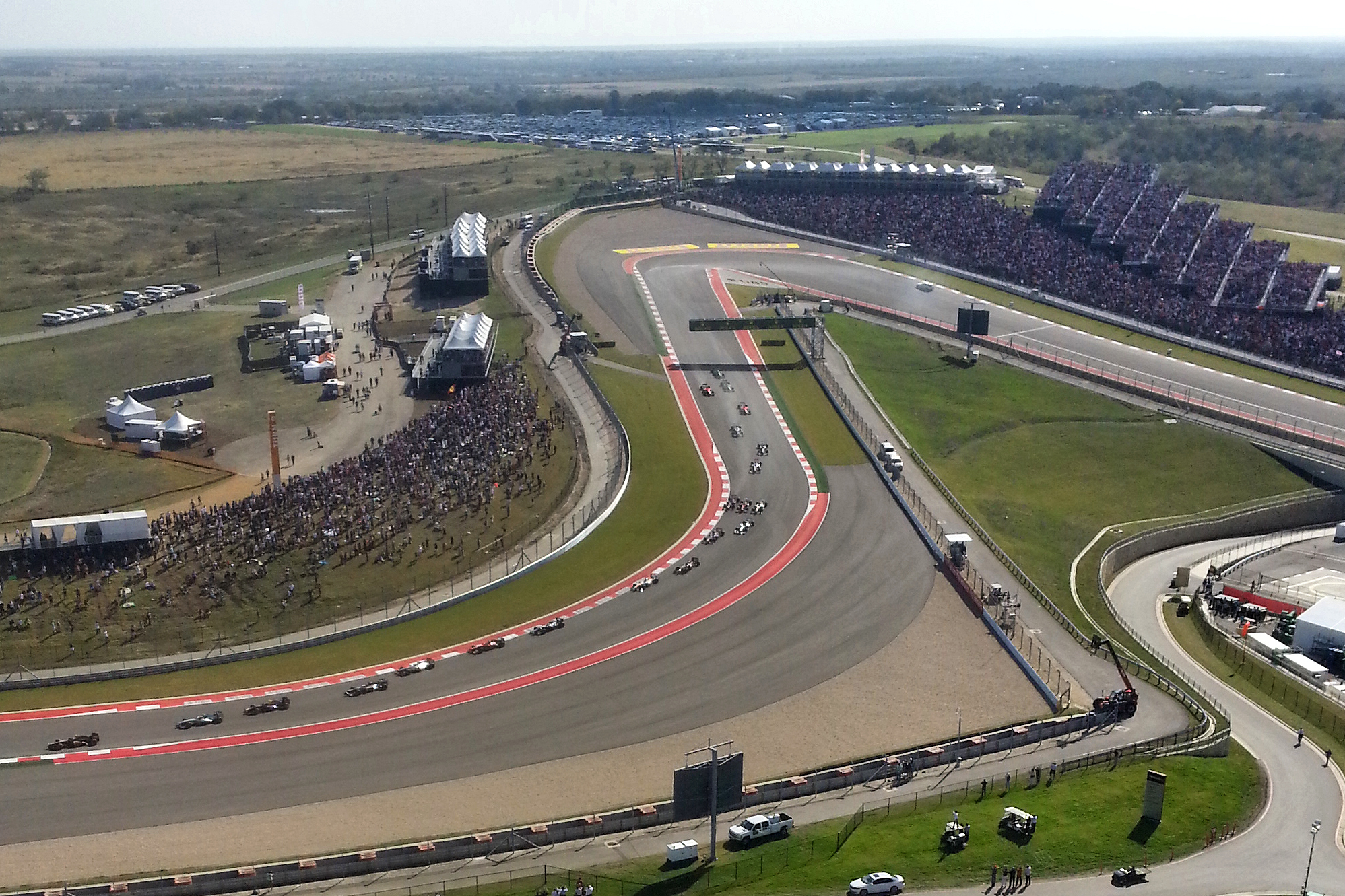
La meute des pilotes, juste après le départ.

La température ambiante est de 30 °C et la piste est à 36 °C au départ de l'avant-dernière manche du championnat 2013, donné sous un beau soleil. À l'extinction des feux, Sebastian Vettel, en pole position, conserve le commandement tandis que son coéquipier Mark Webber chute à la quatrième place après quelques hectomètres en se montrant trop prudent au premier freinage : Romain Grosjean, troisième sur la grille, prend immédiatement le meilleur sur lui au premier virage puis l'Australien est dépassé par Lewis Hamilton dans la foulée,,.
Vettel n'a pas encore terminé le premier tour que la voiture de sécurité entre en piste à cause d'une sortie de piste d'Adrian Sutil qui s'écrase dans les rails de sécurité et détruit sa monoplace après un contact avec Pastor Maldonado. Durant la neutralisation, seul Esteban Gutiérrez passe ses pneus durs ; il est le seul en piste avec ce type de pneus avec Jean-Éric Vergne qui a pris le départ ainsi chaussé. Derrière la voiture de sécurité, Vettel précède Grosjean, Hamilton, Webber, Nico Hülkenberg, Sergio Pérez, Fernando Alonso, Valtteri Bottas, Paul di Resta, Daniel Ricciardo, Nico Rosberg, Heikki Kovalainen, Felipe Massa et Jenson Button. La course est relancée à l'entame du cinquième tour et Vettel s'échappe immédiatement. Hülkenberg, cinquième, semble déjà en difficulté pour tenir le rythme et ferme la porte dans tous les virages pour contenir Pérez et Alonso. Heikki Kovalainen, parti huitième, chute peu à peu et évolue au douzième rang. Button et Maldonado doivent tous deux composer avec un aileron avant endommagé au départ. Au dixième tour, Vettel possède 3 secondes d'avance sur Grosjean, 7 s sur Hamilton, 8 s sur Webber, 11 s sur Hülkenberg et Pérez et 12 s sur Alonso ; suivent Bottas, di Resta, Ricciardo, Rosberg et Kovalainen. Grosjean profite de l'excellent comportement de ses pneumatiques pour rester dans les temps de Vettel tout en se détachant de plus en plus d'Hamilton, troisième sous la menace de Webber,,.
Webber, de plus en plus présent dans les rétroviseurs d'Hamilton qui doit déjà ménager ses pneumatiques, porte une attaque par l'extérieur dans le douzième tour et, grâce à son aileron arrière mobile, s'empare de la troisième place. Hamilton, toujours en difficulté, doit désormais surveiller Hülkenberg revenu à quatre secondes. Vettel accélère encore son rythme et aligne plusieurs meilleurs tours en course ; Heikki Kovalainen, ralenti par Rosberg et Ricciardo juste devant lui, anticipe son arrêt et entre le premier au stand, au dix-huitième tour ; il chausse les pneus durs avec lesquels il devra terminer la course. Button et Charles Pic s'arrêtent au vingt-et-unième tour, Massa au suivant, Pérez, di Resta, Rosberg, Ricciardo au vingt-troisième ; Bottas, Hamilton, Alonso, Chilton, Vettel, Hülkenberg, Webber et Grosjean (qui effectue deux tours en tête après l'arrêt de Vettel) s'arrêtent entre le vingt-quatrième et le trentième tour,,. Le stand Red Bull bat un record de rapidité en changeant les pneus de la RB9 de Webber : une manœuvre effectuée en 1 s 923 !
Après cette vague de changements de pneus, Vettel possède 10 secondes d'avance sur Grosjean, 12 s sur Webber, 23 s sur Hamilton, 24 s sur Hülkenberg, 28 s sur Alonso ; suivent Pérez, Gutiérrez, Bottas, di Resta, Kovalainen, Rosberg, Ricciardo, Massa, Button, Vergne, Maldonado, Bianchi, Giedo van der Garde, Pic et Chilton. Webber, dont la monoplace se comporte d'excellente manière avec ses pneus neufs, réalise des temps au tour similaires à ceux de Vettel et revient à une seconde de Grosjean au trente-quatrième tour. Kovalainen, sur la seconde Lotus, voit sa course ruinée lorsqu'il doit changer d'aileron avant (il reprend la piste en dix-septième position) puis, quelques tours plus tard, quand son SREC cesse définitivement de fonctionner,,.
Grosjean résiste bec et ongles à Webber : il conserve l'avantage dans les portions sinueuses mais perd du terrain dans les lignes droites où Webber actionne son aileron arrière mobile. Le Français parvient néanmoins à construire, peu à peu, un écart d'environ 3 secondes puis Webber renonce, ses pneus arrière ne lui permettant plus de lutter. La bagarre est tout aussi acharnée pour le gain de la quatrième place qui oppose Hamilton à Hülkenberg et Alonso qui a dépassé Pérez. L'Espagnol met une grosse pression sur Hamilton, en difficulté avec le comportement de sa monoplace, qui parvient toutefois à sauver sa position,,.
Sebastian Vettel remporte sa douzième victoire de la saison, sa huitième consécutive depuis le Grand Prix de Belgique, ce qui constitue un nouveau record. En réalisant le meilleur tour en course en vue du drapeau à damier, il réalise le huitième hat trick de sa carrière. Romain Grosjean et Mark Webber complètent le podium ; suivent pour les points Hamilton, Alonso, Hülkenberg, Pérez, Bottas (qui marque pour la première fois de sa carrière), Rosberg et Button. Pendant qu'il effectue une nouvelle série de donuts au milieu de son tour d'honneur sur le bitume texan, Vettel s'adresse à son stand par radio : « Je reste sans voix. Nous devons absolument nous rappeler de ces journées, car nous n'avons aucune garantie que cela durera pour toujours. Je vous aime les gars. »,,,
Juste après l'arrivée, Jean-Éric Vergne est convoqué les commissaires de la FIA pour son accrochage avec Esteban Gutiérrez dans le dernier tour de la course : les deux monoplaces se sont touchées et Gutiérrez a fini dans la zone de dégagement avant de finir la course. Jugé coupable de ne pas avoir laissé assez de place au pilote Sauber, la FIA impose l'ajout de 20 secondes de pénalité au temps de course du Français qui chute de la douzième à la seizième place,.

### Classement de la course
| Pos. | no | Pilote              | Écurie               | Tours | Temps/Abandon                            | Grille | Points |
| ---- | -- | ------------------- | -------------------- | ----- | ---------------------------------------- | ------ | ------ |
| 1    | 1  | Sebastian Vettel    | Red Bull-Renault     | 56    | 1 h 39 min 17 s 148 (186,374 km/h)       | 1      | 25     |
| 2    | 8  | Romain Grosjean     | Lotus-Renault        | 56    | + 6 s 284                                | 3      | 18     |
| 3    | 2  | Mark Webber         | Red Bull-Renault     | 56    | + 8 s 396                                | 2      | 15     |
| 4    | 10 | Lewis Hamilton      | Mercedes             | 56    | + 27 s 358                               | 5      | 12     |
| 5    | 3  | Fernando Alonso     | Ferrari              | 56    | + 29 s 592                               | 6      | 10     |
| 6    | 11 | Nico Hülkenberg     | Sauber-Ferrari       | 56    | + 30 s 400                               | 4      | 8      |
| 7    | 6  | Sergio Pérez        | McLaren-Mercedes     | 56    | + 46 s 692                               | 7      | 6      |
| 8    | 17 | Valtteri Bottas     | Williams-Renault     | 56    | + 54 s 509                               | 9      | 4      |
| 9    | 9  | Nico Rosberg        | Mercedes             | 56    | + 59 s 141                               | 12     | 2      |
| 10   | 5  | Jenson Button       | McLaren-Mercedes     | 56    | + 1 min 17 s 278                         | 15     | 1      |
| 11   | 19 | Daniel Ricciardo    | Toro Rosso-Ferrari   | 56    | + 1 min 21 s 004                         | 10     |        |
| 12   | 4  | Felipe Massa        | Ferrari              | 56    | + 1 min 26 s 914                         | 13     |        |
| 13   | 12 | Esteban Gutiérrez   | Sauber-Ferrari       | 56    | + 1 min 31 s 707                         | 20     |        |
| 14   | 7  | Heikki Kovalainen   | Lotus-Renault        | 56    | + 1 min 35 s 063                         | 8      |        |
| 15   | 14 | Paul di Resta       | Force India-Mercedes | 56    | + 1 min 36 s 853                         | 11     |        |
| 16   | 18 | Jean-Éric Vergne    | Toro Rosso-Ferrari   | 56    | + 1 min 44 s 574 (dont 20 s de pénalité) | 14     |        |
| 17   | 16 | Pastor Maldonado    | Williams-Renault     | 55    | + 1 tour                                 | 17     |        |
| 18   | 22 | Jules Bianchi       | Marussia-Cosworth    | 55    | + 1 tour                                 | 19     |        |
| 19   | 21 | Giedo van der Garde | Caterham-Renault     | 55    | + 1 tour                                 | 18     |        |
| 20   | 20 | Charles Pic         | Caterham-Renault     | 55    | + 1 tour                                 | 22     |        |
| 21   | 23 | Max Chilton         | Marussia-Cosworth    | 54    | + 2 tours                                | 21     |        |
| Abd. | 15 | Adrian Sutil        | Force India-Mercedes | 0     | Accrochage et sortie de piste            | 16     |        |

### Pole position et record du tour
- Pole position :  Sebastian Vettel (Red Bull-Renault) en 1 min 36 s 388 (206,012 km/h)[38].
- Meilleur tour en course :  Sebastian Vettel (Red Bull-Renault) en 1 min 39 s 856 (198,754 km/h) au cinquante-quatrième tour[39].

### Tours en tête
- Sebastian Vettel : 54 tours (1-27 / 30-56)[40]
- Romain Grosjean : 2 tours (28-29)

## Classements généraux à l'issue de la course
| Pos.     | Pilote            | Écurie               | Points |
| -------- | ----------------- | -------------------- | ------ |
| Champion | Sebastian Vettel  | Red Bull-Renault     | 372    |
| 2        | Fernando Alonso   | Ferrari              | 227    |
| 3        | Lewis Hamilton    | Mercedes             | 187    |
| 4        | Kimi Räikkönen    | Lotus-Renault        | 183    |
| 5        | Mark Webber       | Red Bull-Renault     | 181    |
| 6        | Nico Rosberg      | Mercedes             | 161    |
| 7        | Romain Grosjean   | Lotus-Renault        | 132    |
| 8        | Felipe Massa      | Ferrari              | 106    |
| 9        | Jenson Button     | McLaren-Mercedes     | 61     |
| 10       | Paul di Resta     | Force India-Mercedes | 48     |
| 11       | Nico Hülkenberg   | Sauber-Ferrari       | 47     |
| 12       | Sergio Pérez      | McLaren-Mercedes     | 41     |
| 13       | Adrian Sutil      | Force India-Mercedes | 29     |
| 14       | Daniel Ricciardo  | Toro Rosso-Ferrari   | 19     |
| 15       | Jean-Éric Vergne  | Toro Rosso-Ferrari   | 13     |
| 16       | Esteban Gutiérrez | Sauber-Ferrari       | 6      |
| 17       | Valtteri Bottas   | Williams-Renault     | 4      |
| 18       | Pastor Maldonado  | Williams-Renault     | 1      |

| Pos.     | Écurie               | Points |
| -------- | -------------------- | ------ |
| Champion | Red Bull-Renault     | 553    |
| 2        | Mercedes             | 348    |
| 3        | Ferrari              | 333    |
| 4        | Lotus-Renault        | 315    |
| 5        | McLaren-Mercedes     | 102    |
| 6        | Force India-Mercedes | 77     |
| 7        | Sauber-Ferrari       | 53     |
| 8        | Toro Rosso-Ferrari   | 32     |
| 9        | Williams-Renault     | 5      |

## Statistiques
Le Grand Prix des États-Unis 2013 représente :
- la 44e pole position de sa carrière pour Sebastian Vettel[43] ;
- la 38e victoire de sa carrière pour Sebastian Vettel, sa huitième consécutive[44] ;
- le 8e hat-trick de sa carrière pour Sebastian Vettel[45] ;
- la 46e victoire pour Red Bull Racing en tant que constructeur[46] ;
- la 164e victoire pour Renault en tant que motoriste[47].

Lors de ce Grand Prix :
- Sebastian Vettel bat le record de victoires consécutives sur une saison précédemment détenu par  Michael Schumacher ; il le porte à huit victoires consécutives[48] ;
- Sebastian Vettel prend la troisième place du classement des pilotes en fonction du nombre de kilomètres parcourus en tête ; avec 12 578 km, il ravit la place d'Alain Prost (12 477 km)[49] ;
- Valtteri Bottas, en se classant huitième, inscrit ses premiers points en championnat du monde de Formule 1 (4 points). Il est le 323e pilote et le septième Finlandais à marquer des points[50],[49] ;
- Les mécaniciens Red Bull Racing changent les pneus de la RB9 de Mark Webber en 1 s 923, nouveau record[51],[52] ;
- Nigel Mansell (187 Grands Prix, 31 victoires, 32 pole positions, 30 meilleurs tours, 59 podiums, 482 points, champion du monde 1992) est nommé assistant des commissaires de course.